# Junip
Junip ist eine schwedische Band, die Ende 2005 die EP Black Refuge veröffentlichte. Berühmtestes Mitglied der Band ist der schwedische Indie/Folk-Sänger und Songwriter José González.
Anders als bei González’ Soloalbum Veneer rückt seine akustische Gitarre hier eher in den Hintergrund. Aufgrund des düsteren Klangbilds wird die Musik neben Indie auch als Dark Pop bezeichnet.
Black Refuge umfasst fünf Songs, darunter eine Coverversion von Bruce Springsteens Ghost of Tom Joad. Der Song Always wurde 2011 von der Deutschen Telekom in einem Werbespot verwendet. Der Song Your Life Your Call ist der Titelsong des BR Podcasts Telephobia.

## Diskografie
Alben
- Fields (2010)
- Junip (2013)

EPs
- Black Refuge EP (2005)
- Rope & Summit EP (2010)
- In Every Direction (2011)
- Walking Lightly (2013)